# Código ATC P01
O Código ATC P01 (Antiprotazoários) é um subgrupo terapêutico da classificação ATC (Anatomical Therapeutic Chemical Classification System), um sistema de códigos alfanuméricos desenvolvido pela Organização Mundial da Saúde (OMS) para classificar medicamentos e outros produtos médicos. O subgrupo P01 faz parte do grupo anatômico P (antiparasitários, insecticidas e repelentes).

## P01A Agentes contraamebíasee outras doenças causadas porprotozoários

### P01AA Derivados dehidroxiquinolina
P01AA01 Broxiquinolina
P01AA02 Clioquinol
P01AA04 Clorquinaldol
P01AA05 Tilbroquinol
P01AA52 Clioquinol, associações

### P01AB Derivados denitroimidazol
P01AB01 Metronidazol
P01AB02 Tinidazol
P01AB03 Ornidazol
P01AB04 Azanidazol
P01AB05 Propenidazol
P01AB06 Nimorazol
P01AB07 Secnidazol
P01AB51 Metronidazol, associações

### P01AC Derivados dedicloroacetamida
P01AC01 Diloxanida
P01AC02 Clefamida
P01AC03 Etofamida
P01AC04 Teclozan

### P01AR compostos dearsênio
P01AR01 Arstinol
P01AR02 Difetarsona
P01AR03 Glicobiarsol
P01AR53 Glicobiarsol, associações

### P01AX Outros agentes contra amebíase e outras doenças por protozoários
P01AX01 Quiniofon
P01AX02 Emetina
P01AX04 Fanquinona
P01AX05 Mepacrina
P01AX06 Atovaquona
P01AX07 Trimetrexato
P01AX08 Tenonitrozol
P01AX09 Dehidroemetina
P01AX10 Fumagilina
P01AX11 Nitazoxanida
P01AX52 Emetina, associações

## P01B Anti-maláricos

### P01BAAminoquinolinas
P01BA01 Cloroquina
P01BA02 Hidroxicloroquina
P01BA03 Primaquina
P01BA06 Amodiaquina
P01BA07 Tafenoquina

### P01BBBiguanidas
P01BB01 Proguanil
P01BB02 Embonato de cicloguanil
P01BB51 Proguanil, associações

### P01BC Methanolquinolines
P01BC01 Quinina
P01BC02 Mefloquina

### P01BDDiaminopirimidinas
P01BD01 Pirimetamina
P01BD51 Pirimetamina, associações

### P01BEArtemisininae derivados, simples
P01BE01 Artemisinina
P01BE02 Arteméter
P01BE03 Artesunato
P01BE04 Artemotil
P01BE05 Artenimol

### P01BF Artemisinina e derivados, associações
P01BF01 Arteméter e lumefantrina
P01BF02 Artesunato e mefloquina
P01BF03 Artesunato e amodiaquina
P01BF04 Artesunato, sulfametopirazina e pirimetamina
P01BF05 Artenimol e piperaquina
P01BF06 Artesunato e pironaridina

### P01BX Outros antimaláricos
P01BX01 Halofantrina
P01BX02 Arterolano e piperaquina

## P01C Agentes contraleishmanioseetripanossomíase

### P01CA Derivados denitroimidazol
P01CA02 Benzonidazol
P01CA03 Fexinidazol

### P01CB Compostos deantimônio
P01CB01 Meglumina antimoniato
P01CB02 Estibogluconato de sódio

### P01CC Derivados de nitrofurano
P01CC01 Nifurtimox
P01CC02 Nitrofural

### P01CD Compostos arsênicos
P01CD01 Melarsoprol
P01CD02 Acetarsol

### P01CX Outros agentes contra leishmaniose e tripanossomíase
P01CX01 Isetionato de pentamidina
P01CX02 Suramina sódica
P01CX03 Eflornitina
P01CX04 Miltefosina